# Saison 2010-2011 du Club Bruges KV
Maillots
Chronologie
Saison précédente Saison suivante
La saison 2010-2011 du FC Bruges voit le club évoluer en première division belge. C'est la 90e saison du club au plus haut niveau du football belge, et sa 52e consécutive. Il joue également la Coupe de Belgique, ainsi que la Ligue Europa, qu'il entame au tour de barrages, le quatrième et dernier tour préliminaire avant la phase de groupes.

## L'équipe en début de saison

### Le staf
| Entraîneur              | Adrie Koster    |
| Entraîneur adjoint      | Peter Balette   |
| Préparateur physique    | Jan van Winckel |
| Entraîneur des gardiens | Dany Verlinden  |

### Les transferts en début de saison

#### Transferts entrants
- Marcos Camozzato, du Standard de Liège
- Wilfried Dalmat, du Standard de Liège
- Stefan Šćepović, de l'OFK Belgrade
- Júnior Díaz, du Wisła Cracovie

#### Transferts sortants
- Antolín Alcaraz, fin de contrat, vers Wigan
- Daniel Chávez, fin de contrat, vers Westerlo
- Yves Lenaerts, fin de contrat, vers Oud-Heverlee Louvain
- Wesley Sonck, fin de contrat, vers le Lierse
- Laurent Ciman, vers le Standard de Liège
- Brecht Capon, vers Courtrai
- Dušan Đokić, vers Zagłębie Lubin
- Michael Klukowski, vers Ankaragücü
- Mohamed Dahmane, vers Buca Spor
- Štěpán Kučera, contrat rompu

### Les transferts en cours de saison

#### Transferts sortants
- Stijn Stijnen, renvoyé

## Résultats de la saison

### Championnat de Belgique

#### Saison régulière

##### Résultats
| Date       | Compétition | Adversaire        | Lieu | Score | Class. | Buteurs du FC Bruges | Spectateurs |
| ---------- | ----------- | ----------------- | ---- | ----- | ------ | -------------------- | ----------- |
| 31 juillet | D1 (1re j.) | KV Courtrai       | ext. | 1-0   | ?      |                      |             |
| 7 août     | D1 (2e j.)  | Saint-Trond VV    | dom. |       |        |                      |             |
| 15 août    | D1 (3e j.)  | Cercle Bruges KSV | ext. |       |        |                      |             |
| 22 août    | D1 (4e j.)  | FC Malines        | dom. |       |        |                      |             |
| 29 août    | D1 (5e j.)  | KVC Westerlo      | ext. |       |        |                      |             |